# Greta Linder
Ingrid Gurli Margareta (Greta) Linder, född 15 maj 1888 i Stockholm, död 19 oktober 1963, var en svensk bibliotekskonsulent. Hon var dotter till språkvetaren Nils Linder och författaren Gurli Linder.
Greta Linder studerade vid Uppsala universitet, där hon blev filosofie magister 1911. Hon genomgick biblioteksskola vid New York Public Library 1915–1916 och gjorde studieresor till Danmark, Norge, England och Tyskland. Hon var 1913–1925 anställd hos bibliotekskonsulenterna i Skolöverstyrelsen, 1925–1929 andre bibliotekarie vid Stockholms stadsbibliotek och 1929–1954 bibliotekskonsulent i Skolöverstyrelsen.
Hon var 1918–1922 ledamot i Stockholms stadsbibliotekskommitté, 1918–1919 sekreterare i Föreningen frisinnade kvinnor, 1936–1944 styrelseledamot i Yrkeskvinnors klubb.
Hon har skrivit småskrifter, bland annat Biblioteksyrket (1947, 3:e upplagan 1954), artiklar i biblioteksfrågor och recensioner i Biblioteksbladet.